# 아자이씨
아자이씨(일본어: 浅井氏)는 일본의 씨족이다.
- 우다 겐지 사사키씨의 지류
- 간무 헤이시 치바씨의 지류
- 후지와라 북가 히데사토류 코호리씨의 지류
- 아래의 내용에서 서술

아자이씨(일본어: 浅井氏 あざいし, あざいうじ[*], 옛한자 : 淺井氏)는 오우미국 국인인 교고쿠가의 가신이다. 센고쿠시대의 오우미 북부에서 세력을 가진 센고쿠 다이묘이다.

## 개요
오우미 아자이군에 거처를 마련한 호족 아자이씨는, 오우미 재지군사인 공가의 서자가 데릴사위였다는 설이 있어 (오에씨 등), 이것이 아자이씨의 조상인 아자이 시게마사가 후지와라 북가 간인류 오오기마치산죠가 (사가가)의 일분의 오오기마치산죠 킨츠나 (사네마사의 아들)의 사생아라고 하는 전승의 요인이 되었다.
실제로는 고대로부터 모노노베성 모리야류라 칭한 호족으로, 우다 겐지 사사키씨 직손의 교고쿠씨의 후다이 가신으로써 교고쿠가에서는 중견 가신의 위치에 있었다. 『강북기(江北記)』에는 교고쿠씨의 네모토 피관으로써, 이마이씨 (今井氏), 카와모씨 (河毛氏), 아카오씨 (赤尾氏), 야스요지씨(安養寺氏), 미타무라씨 (三田村氏) 등 12씨 중 하나로 열거되어잇다.
한편, 오와리국으로 이주해, 오다씨, 도쿠가와씨를 섬긴 계통도 있다. (이 계통으로 하는 여러 설이 존재함.)